# Dokučajevs'k
Dokučajevs'k (in ucraino Докучаєвськ?) o Dokučaevsk (in russo Докучаевск?) è de iure una città dell'Ucraina orientale, situata nell'oblast' di Donec'k della regione storica del Donbass, di circa 23.000 abitanti, ma dall'aprìle 2014 è de facto parte della Repubblica Popolare di Doneck a sostegno della Russia.